# Монокъл
Монокъл (очило) е тип леща, предназначена за коригиране на зрението, която се носи само на едното око. Има кръгла форма и е изработен от стъкло. Обикновено има вградена мека тел около обиколката на лещата и прикачена към нея връв.
Монокълът се асоциира с образа на ранния капиталист от края на XIX век, както и с този на немските офицери от Първата световна война. Предвид усъвършенстването на оптометрията, днес те вече не се употребяват.